# Daniel Shirley
Daniel Adin Shirley (Waitakere, 13 de abril de 1979) es un deportista neozelandés que compitió en bádminton. Ganó una medalla de bronce en el Campeonato Mundial de Bádminton de 2005, en la prueba de dobles mixto.

## Palmarés internacional
| Campeonato Mundial | Campeonato Mundial       | Campeonato Mundial | Campeonato Mundial |
| Año                | Lugar                    | Medalla            | Prueba             |
| ------------------ | ------------------------ | ------------------ | ------------------ |
| 2005               | Anaheim (Estados Unidos) | Medalla de bronce  | Dobles mixto       |